# Gabriel Vendages de Malapeire
Gabriel Vendages de Malapeire ou Malepeyre, né à Toulouse le 26 juillet 1624 et mort dans la même ville le 5 mai 1702, est un aristocrate, parlementaire et poète français. Il écrit de la poésie mariale et fait construire la chapelle du Mont-Carmel, à Toulouse.

## Biographie

### Jeunesse
Gabriel Vendages de Malapeire est le fils d'un parlementaire, conseiller du roi et magistrat présidial au sénéchal de Toulouse. Il est lui aussi destiné à la magistrature et succède à son père à la charge de « conseiller du Roy et magistrat présidial au Sénéchal de Toulouse », puis doyen au sénéchal.
Il étudie les lettres, le droit et la théologie, les mathématiques et la médecine.

### Académicien
Gabriel Vendages de Malapeire prend une part active à la vie culturelle toulousaine. En 1688, il fonde, avec l’avocat Adrien Martel, la Société des Belles-Lettres (1688-1699), qui comprend une quarantaine de membres, dont le médecin et philosophe François Bayle et l'auteur dramatique Jean de Palaprat. En 1694, élu le 26 septembre, il devient membre de l'académie des Jeux floraux au fauteuil 24.
Il appartient aussi à la compagnie fondée en 1640 par MM. Pelisson et Vendages de Malapeire pour donner des Conférences académiques. Ayant l'habitude de se réunir pour ces conférences à l'entrée de la nuit, et s'éclairant d'une petite lanterne pour s'y rendre, ils prennent le nom de « lanternistes ». Ils prennent pour devise une étoile, avec ces mots : Lucerna in nocte. Ils se réunissent dans la maison de M. de Garreja. M. Pelisson et d'autres membres s'étant rendu à Paris, les conférences se sont arrêtées quelque temps. Un nouveau groupe est formé en 1667 avec M. Donneville et M. Vendages de Malapeire qui se réunissait chez l'abbé Maury puis à l'hôtel de Nolet. Les membres de cette nouvelle académie étaient limités à vingt,. En 1694, la compagnie des Lanternistes disparaît, alors que Louis XIV octroie à l'académie des Jeux Floraux le droit exclusif de haute et basse justice sur les productions littéraires en vers et en prose.

### Piété mariale
Gabriel Vendages de Malapeire est un collectionneur passionné de gravures qui se rattachent à la vie et la personne de la Vierge Marie. Il lui consacre et dédie ses œuvres et, à partir de 60 ans, il compose lui-même des centaines de sonnets en son honneur. À l'académie des Jeux floraux, il instaure un prix spécial, le prix du lys, pour récompenser chaque année l'auteur du plus beau sonnet à la gloire de la Vierge. Ce prix est supprimé après sa mort.
En 1671, il entreprend de faire construire la chapelle Notre-Dame du Mont-Carmel au couvent des Grands-Carmes. Elle est consacrée en 1678, mais détruite en 1806 : il en subsiste un plan, cinq tableaux et quelques sculptures. Les intentions de Gabriel Vendages de Malapeire sont connues grâce à la Description de la chapelle de Notre Dame du Mont Carmel qu'il publie en 1692.
Huit tableaux décoraient la chapelle :
- Conception de la Vierge Marie, par Jean de Troy, au musée des Augustins ;
- Vision d'Élie, par André Lebré, détruit ;
- La naissance de la Vierge, par Jean II Cotelle, détruit ;
- La Présentation de la Vierge au Temple, par Charles de La Fosse, au musée des Augustins ;
- L'Annonciation, par Antoine Paillet, au musée des Augustins ;
- Concile d'Éphèse, par François Fayet, détruit ;
- La Visitation, par René-Antoine Houasse, à l'église des Minimes ;
- Présentation de Jésus au Temple dite aussi Purification de la Vierge, par Gabriel Blanchard, au musée des Augustins.

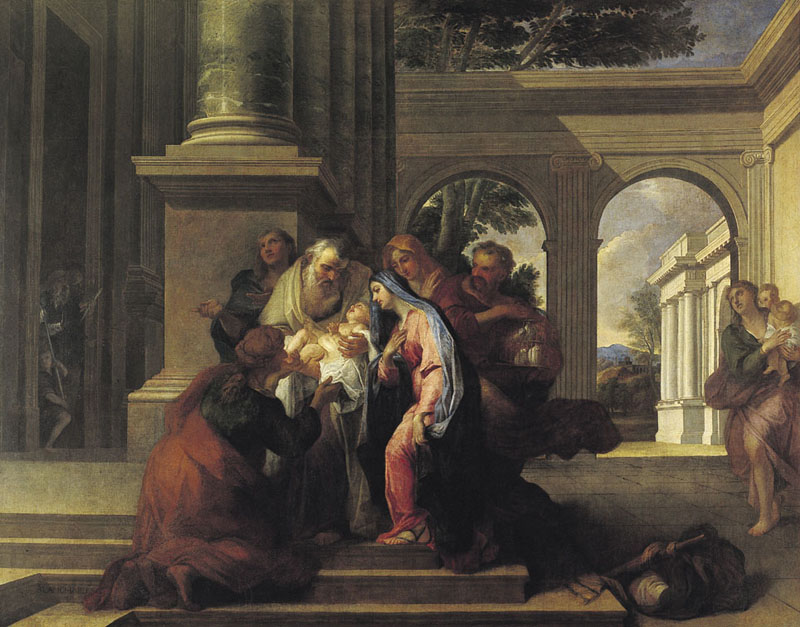
La Purification de la Vierge, par Gabriel Blanchard (1682, Musée des Augustins).
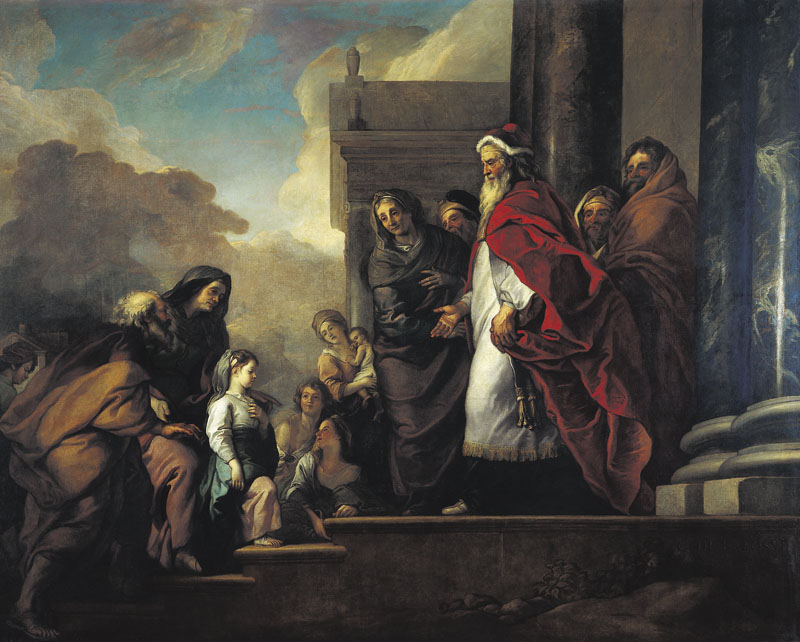
La Présentation au temple, Charles de La Fosse (1682, Musée des Augustins).

### Mort
Il meurt le 5 mai 1702. Il est enterré dans le vestibule d'entrée de la chapelle Notre-Dame-du-Carmel du couvent des Grands Carmes.

## Publications
- Traité sur la nature des comètes, Toulouse, 1665.
- Panégyrique de saint Joachim, Toulouse, 1674.
- Le Panégyrique de Nostre-Dame du Mont-Carmel pour l’ouverture de sa chapelle, le huitième May 1678, Toulouse, 1678.
- Traduction de quelques passages des Pères à l'honneur de la très-sainte mère de Dieu, Toulouse, 1686.
- Description de la chapelle de Notre Dame du Mont Carmel, Toulouse, 1692 (lire en ligne)
- Cinquante sonnets sur la Passion de Notre-Seigneur, Toulouse, 1694.
- Psautier de Notre-Dame ou La vie de la très-sainte mère de Dieu en CL sonnets, Toulouse, 1701.